# The Wealth of Networks
The Wealth of Networks: How Social Production Transforms Markets and Freedom ist ein englischsprachiges Buch von Yochai Benkler. Es erschien am 3. April 2006 in der Yale University Press.

## Inhalt
Eine zentrale Idee des Buches ist die „Commons-based peer production“, eine an Gemeingütern orientierte, kollaborative Form der Produktion.
Benkler stellt in dem Buch die Hypothese auf, dass eine Kultur, in der Informationen frei getauscht werden, sich als ökonomisch effizienter erweisen könnte als eine, in der Innovationen durch Patente und Urheberrecht erschwert werden. In den Produktionsweisen der Informationsökonomie, die auf kollektivem Lernen und Teilen von Wissen („information-sharing“) beruhen, sieht er eine dritte Art der ökonomischen Produktion neben Märkten und zentraler Planwirtschaft.

## Sonstiges
Das Werk ist unter der Creative Commons-Noncommercial Sharealike-Lizenz veröffentlicht und kann als PDF-Datei heruntergeladen werden.
Der Titel spielt an auf das Buch  The Wealth of Nations. Dieses vom Ökonomen Adam Smith 1776 veröffentlichte Buch trug zum Ende des bis dahin wirtschaftspolitisch vorherrschenden Merkantilismus bei.